# 대한민국 형사소송법 제160조
대한민국 형사소송법 제160조는 증언거부권의 고지에 대한 형사소송법의 조문이다.

## 조문
제160조(증언거부권의 고지) 증인이 제148조, 제149조에 해당하는 경우에는 재판장은 신문 전에 증언을 거부할 수 있음을 설명하여야 한다.

第160條(證言拒否權의 告知) 證人이 第148條, 第149條에 該當하는 境遇에는 裁判長은 訊問 前에 證言을 拒否할 수 있음을 說明하여야 한다.

## 해설

### 증언거부권의 불고지와 증언의 효력
증인신문에 당하여 증언거부권 있음을 설명하지 아니한 경우라 할지라도 증인이 선서하고 증언한 이상 그 증언의 효력에 관하여는 역시 영향이 없고 유효하다고 해석함이 타당하다(대법원 1957.3.8,4290형상23).

### 등언거부권이 있음에도 증언거부권을 고지받지 않은 증인이 허위진술을 하였을 경우， 위증죄 성립 여부의 판단
등언거부권제도는 …… 증언거부권의 고지제도는 …… 재판장이 신문 전에 증인에게 증언거부권을 고지하지 않은 경우 Hl도 …… 등을 전체적. 종합적으로 고려하여 증인이 침묵하지 아니하고 진술한 것이 자신의 진정한 으I人[에 의한 것인지 가부를 기준으로 위증죄의 성립여부를 판단하여야 한다. …… 증언거부사유가 있음에도 증인이 증언거부권을 고지받지 큰함으로 인하여 그 증언거부권을 행人斤t는 데 人버상 장애가 초래되었다고 볼 수있는 경우에는 위증죄의 성립을 부정하여야 할 것이다(대판 2010.1.21， 2008도942).

### 재판장이 신문 전에 증언거부권을 고지하지 않은 경우 위증죄 성립 여부의 판단기준
마판장이 신문 전에 증인에게 증언거부권을 고지하지 않은 경우에도 …… 등을 전체적. 종합적으로 고려하여 증인이 방묵하지 아니하고 진숱한 것이 자신의 진정한 의사에 의한 것인지 여부를 기준OS 위증죄의 성립 여부를 판단하여야 <~>r\r\r7 r:cor70'i

## 참고 문헌
- 손동권 신이철, 새로운 형사소송법(초판, 2013), 세창, 2013. ISBN 9788984114081